# Villa Doctor Gómez
Villa Doctor Gómez är en ort i Mexiko.   Den ligger i kommunen Jilotlán de los Dolores och delstaten Jalisco, i den södra delen av landet, 400 km väster om huvudstaden Mexico City. Villa Doctor Gómez ligger 700 meter över havet och antalet invånare är 847.
Terrängen runt Villa Doctor Gómez är kuperad österut, men västerut är den platt. Runt Villa Doctor Gómez är det glesbefolkat, med 20 invånare per kvadratkilometer. Villa Doctor Gómez är det största samhället i trakten. I omgivningarna runt Villa Doctor Gómez växer huvudsakligen savannskog.